# Caras nuevas
Caras nuevas fue un concurso de TV emitido por Televisión Española en 1957 y 1958, dirigido por Domingo Almendros.

## Formato
El programa pretendía descubrir nuevos talentos a los que posteriormente contratar como profesionales para el por entonces en España nuevo medio de comunicación. Los aspirantes debían someterse a diversas pruebas ante las cámaras, siendo el premio final su pase a plantilla de TVE.

## Etapas
El programa contó con dos etapas cuyos ganadores se consagrarían con los años como dos de los más respetados profesionales de televisión en el país. La primera etapa fue ganada por Miguel de los Santos (y Rosana Ferrero en la categoría femenina) y la segunda por José Luis Uribarri. También concursó Mari Carmen García Vela.

## Presentación
Corrió a cargo de la por entonces estrella femenina de la televisión Blanca Álvarez y el actor italiano Adriano Rimoldi. Álvarez sería sustituida en la segunda temporada por María José Valero.